# Tanja Linderborg
Tatjana Elisabet (Tanja) Linderborg, född 24 april 1943 i Västerås, död där 19 januari 2023, var en svensk politiker (vänsterpartist), som var riksdagsledamot 1994–2002 från Västmanlands län. Hon var ordförande för lagutskottet i riksdagen 1998-2002.

## Biografi
Tanja Linderborg har varit gift med metallarbetaren Leif Andersson och Åsa Linderborg är deras dotter.
Linderborg blev åsiktsregistrerad av Säpo första gången 1955, samma år hon fyllde tolv, då hon deltog i Världsungdomsfestivalen i Warszawa.
Hon var riksdagsledamot 1994–2002. I riksdagen var hon lagutskottets ordförande 1998–2002 och dessförinnan ledamot i samma utskott från 1994. Hon var även ledamot i krigsdelegationen år 2002. Utöver dessa uppdrag var hon suppleant i justitieutskottet, utbildningsutskottet och Riksrevisionens styrelse.
Efter tiden i riksdagen var hon verksam som bland annat landstingspolitiker och som utredare åt regeringen i arbetsmarknadsfrågor.